# جورج ويليامسون
جورج ويليامسون (بالإنجليزية: George Williamson)‏ (13 سبتمبر 1925 في المملكة المتحدة - 1994) هو لاعب كرة قدم بريطاني (وحمل سابقاً جنسية المملكة المتحدة لبريطانيا العظمى وأيرلندا) في مركز جناح ‏. لعب مع برادفورد سيتي ونادي ميدلزبره ونادي تشستر سيتي وColwyn Bay F.C. ‏.